# Mefruside
Mefruside (INN) là một thuốc lợi tiểu được chỉ định để điều trị phù và tăng huyết áp.
Nó được phát triển bởi Bayer AG và được bán dưới tên thương mại Baycaron.